# Liersbach
Der Liersbach ist ein 14,5 km langer, linker Nebenfluss der Ahr, der im nordrhein-westfälischen Kreis Euskirchen und im rheinland-pfälzischen Landkreis Ahrweiler verläuft.

## Geographie

### Verlauf
Der Liersbach entspringt als Rosensiefen etwa ein Kilometer nördlich des Michelsbergs nahe der Ortschaft Mahlberg im Effelsberger Wald auf einer Höhe von ca. 529 m ü. NHN. Von hier aus fließt der Bach durch das Naturschutzgebiet Liers- und Letherter Bach nach Südosten. Er passiert die Ortschaften Lethert, Effelsberg, Obliers und mündet in Liers in die Ahr.

### Einzugsgebiet und Zuflüsse
Das 28,9 km² große Einzugsgebiet entwässert über Ahr und Rhein zur Nordsee.
| Stat. in km | Name              | GKZ         | Lage   | Länge in km | EZG in km² | Mündung    | Mündungshöhe in m ü. NHN | Bemerkungen        |
| ----------- | ----------------- | ----------- | ------ | ----------- | ---------- | ---------- | ------------------------ | ------------------ |
| 012,50      | Ohlertsiefen      | 271872-1112 | rechts | 001,6440    | ?          |            | 40000000                 |                    |
| 011,70      | Letherter Bach    | 271872-112  | links0 | 004,2380    | ?          | Lethert    | 37800000                 |                    |
| 011,30      | Rabensiefen       | 271872-1132 | rechts | 000,9020    | ?          | Effelsberg | 37000000                 |                    |
| 010,20      | Ruppensiefen      | 271872-114  | rechts | 001,0140    | ?          |            | 34800000                 | auch: Börmichsbach |
| 009,20      | N. N.             | 271872-116  | rechts | 000,8580    | ?          |            | 33100000                 |                    |
| 007,90      | N. N.             | 271872-118  | rechts | 000,760     | ?          |            | 31300000                 |                    |
| 006,20      | Elsterhardtgraben | 271872-12   | links0 | 000,6450    | 0000,520   | Obliers    | 28100000                 |                    |
| 004,70      | Börmichsbach      | 271872-2    | rechts | 002,8940    | 0001,3470  | Obliers    | 26400000                 |                    |
| 003,10      | Waldgraben        | 271872-32   | links0 | 000,8130    | 0000,570   |            | 26000000                 |                    |
| 003,80      | Kapellenbach      | 271872-34   | links0 | 001,7320    | 0001,5630  |            | 24400000                 |                    |
| 003,50      | Wenzbach          | 271872-4    | rechts | 003,270     | 0005,5390  |            | 24400000                 |                    |
| 003,10      | Reißbach          | 271872-6    | rechts | 001,6450    | 0000,7820  |            | 23900000                 |                    |
| 002,80      | Laubach           | 271872-8    | links0 | 001,5920    | 0000,9020  |            | 23600000                 |                    |
| 001,90      | Graben            | 271872-92   | rechts | 000,2740    | 0000,740   |            | 22700000                 |                    |
| 001,70      | Zwölfuhrbach      | 271872-94   | links0 | 001,3920    | 0000,7330  |            | 22400000                 | auch: Reissbach    |

Anmerkungen zur Tabelle
1. ↑  Gewässerkennzahl, in Deutschland die amtliche Fließgewässerkennziffer mit zur besseren Lesbarkeit eingefügtem Trenner hinter dem Präfix, das einheitlich für den allen gemeinsamen Vorfluter Liersbach steht.